# Lijst van beschermd erfgoed in Viroinval
Onderstaande tabel geeft een overzicht van de beschermde erfgoederen in de gemeente Viroinval. Het beschermd erfgoed maakt onderdeel uit van het cultureel erfgoed in België.
| Object                                                                                                  | Bouwjaar/architect | Deelgemeente                 | Adres                  | Coördinaten                  | Nummer?                | Afbeelding                                                                                              |
| --- | ------------------ | ---------------------------- | ---------------------- | ---------------------------- | ---------------------- | --- |
| Rotsen "Roche à Lomme", "Montagne-au-Buis" en "Tienne au Pauquis"                                       |                    | Dourbes, Nismes              |                        | 50° 5' 23" NB, 4° 32' 27" OL | 93090-CLT-0004-01 Info | |
| Sint-Servatiuskerk met kerkhof en kerkhofmuur                                                           |                    | Dourbes                      | Rue de Fagnolle        | 50° 5' 19" NB, 4° 35' 36" OL | 93090-CLT-0006-01 Info | Sint-Servatiuskerk met kerkhof en kerkhofmuur                                                           |
| Ruïnes van oud kasteel "Pont d'Avignon"                                                                 |                    | Nismes                       | Rue d'Avignon          | 50° 4' 27" NB, 4° 32' 48" OL | 93090-CLT-0009-01 Info | Ruïnes van oud kasteel "Pont d'Avignon"                                                                 |
| Sint-Jozefskapel en omgeving                                                                            |                    | Nismes                       |                        | 50° 3' 49" NB, 4° 33' 6" OL  | 93090-CLT-0011-01 Info | |
| Maison des Baillis (Baljuwhuis)                                                                         |                    | Nismes                       | Rue d'Avignon 1        | 50° 4' 27" NB, 4° 32' 49" OL | 93090-CLT-0012-01 Info | Maison des Baillis (Baljuwhuis)                                                                         |
| Sint-Rochuskapel                                                                                        |                    | Nismes                       | Rue Saint-Roch         | 50° 4' 45" NB, 4° 32' 60" OL | 93090-CLT-0013-01 Info | |
| Vallei van de Viroin                                                                                    |                    | Treignes, Vierves-sur-Viroin |                        | 50° 4' 25" NB, 4° 38' 7" OL  | 93090-CLT-0016-01 Info | Vallei van de Viroin                                                                                    |
| Sint-Rochuskapel en omgeving                                                                            |                    | Mazée                        | Rue de Vaucelles       | 50° 6' 9" NB, 4° 42' 13" OL  | 93090-CLT-0017-01 Info | Sint-Rochuskapel en omgeving                                                                            |
| Oude wasplaats en omgeving (kapel, driehoekig beboomd terrein)                                          |                    | Vierves-sur-Viroin           | Rue des Lavandières 16 | 50° 4' 49" NB, 4° 37' 54" OL | 93090-CLT-0018-01 Info | |
| Kasteelhoeve en buitenmuur in kalksteen, en omgeving                                                    |                    | Treignes                     | Rue Eugène Defraire 63 | 50° 5' 35" NB, 4° 40' 11" OL | 93090-CLT-0019-01 Info | Kasteelhoeve en buitenmuur in kalksteen, en omgeving                                                    |
| Hoofdgebouw en de donjon van de kasteelhoeve van Treignes                                               |                    | Treignes                     | Rue Eugène Defraire 63 | 50° 5' 35" NB, 4° 40' 11" OL | 93090-CLT-0020-01 Info | |
| "Fond du Ry"                                                                                            |                    | Treignes                     | Treignes               | 50° 5' 39" NB, 4° 40' 13" OL | 93090-CLT-0021-01 Info | |
| Oude brug over de Viroin en omgeving                                                                    |                    | Treignes                     |                        | 50° 5' 28" NB, 4° 40' 13" OL | 93090-CLT-0022-01 Info | Oude brug over de Viroin en omgeving                                                                    |
| Ensemble van de site van Walleu                                                                         |                    | Dourbes                      |                        | 50° 4' 36" NB, 4° 34' 52" OL | 93090-CLT-0023-01 Info | |
| Ensemble van de Fondry des Chiens en het kalkstenen grasperk van Tienne Sainte-Anne, waaraan het grenst |                    | Nismes                       |                        | 50° 4' 8" NB, 4° 33' 22" OL  | 93090-CLT-0024-01 Info | Ensemble van de Fondry des Chiens en het kalkstenen grasperk van Tienne Sainte-Anne, waaraan het grenst |